# Atletica leggera alla XXX Universiade - 1500 metri piani femminili
La specialità dei 1500 metri piani femminili alla Universiade di Napoli 2019 si è svolta tra l'11 ed il 13 luglio 2019.

## Podio
| Oro     | Caterina Granz Germania    |
| Argento | Georgia Griffith Australia |
| Bronzo  | Courtney Hufsmith Canada   |

## Risultati

### Batterie
Passano in finale le prime quattro atlete di ogni batteria (Q) e le quattro atlete con i migliori tempi tra le escluse (q).
| Posizione | Batteria | Nome                    | Nazione     | Tempo   | Note                          |
| --------- | -------- | ----------------------- | ----------- | ------- | ----------------------------- |
| 1         | 1        | Caterina Granz          | Germania    | 4:19.15 | Q                             |
| 2         | 1        | Lucia Stafford          | Canada      | 4:19.89 | Q                             |
| 3         | 1        | Carina Viljoen          | Sudafrica   | 4:20.18 | Q                             |
| 4         | 2        | Georgia Griffith        | Australia   | 4:20.76 | Q                             |
| 5         | 1        | Dani Chattenton         | Regno Unito | 4:21.00 | Q                             |
| 6         | 2        | María Pía Fernández     | Uruguay     | 4:21.04 | Q                             |
| 7         | 2        | Courtney Hufsmith       | Canada      | 4:21.38 | Q                             |
| 8         | 2        | Vera Hoffmann           | Lussemburgo | 4:21.64 | Q                             |
| 9         | 1        | Linn Soderholm          | Svezia      | 4:22.44 | q                             |
| 10        | 1        | Georgia Hansen          | Australia   | 4:23.23 | q                             |
| 11        | 2        | Durga Pramod Deore      | India       | 4:24.21 | q,                            |
| 12        | 2        | Rachel Pocratsky        | Stati Uniti | 4:25.43 | q                             |
| 13        | 1        | Harmilan Bains          | India       | 4:26.50 |                               |
| 14        | 2        | Lenuta Petronela Simiuc | Romania     | 4:27.36 |                               |
| 15        | 1        | Silviya Georgieva       | Bulgaria    | 4:28.15 |                               |
| 16        | 1        | Josefine Rytter         | Danimarca   | 4:28.81 | Miglior prestazione personale |
| 17        | 2        | Line Schulz             | Danimarca   | 4:29.57 |                               |
| 18        | 1        | Danielle De Castro      | Stati Uniti | 4:32.16 |                               |
| 19        | 1        | Jeniffer Nyakato        | Uganda      | 4:34.01 |                               |
| 20        | 2        | Urška Arzenšek          | Slovenia    | 4:37.58 | Miglior prestazione personale |
|           | 2        | Docus Ajok              | Uganda      | DQ      | R142.4a                       |
|           | 2        | Eyerusalem Ayalew       | Etiopia     | DNS     |                               |

### Finale
| Pos. | Nome                | Nazione     | Tempo   | Note                                     |
| ---- | ------------------- | ----------- | ------- | ---------------------------------------- |
|      | Caterina Granz      | Germania    | 4'09"14 | Miglior prestazione personale stagionale |
|      | Georgia Griffith    | Australia   | 4'09"89 |                                          |
|      | Courtney Hufsmith   | Canada      | 4'11"81 | Miglior prestazione personale            |
| 4    | María Pía Fernández | Uruguay     | 4'12"62 | Miglior prestazione personale stagionale |
| 5    | Lucia Stafford      | Canada      | 4'12"70 |                                          |
| 6    | Carina Viljoen      | Sudafrica   | 4'14"70 |                                          |
| 7    | Vera Hoffmann       | Lussemburgo | 4'15"81 | Miglior prestazione personale            |
| 8    | Dani Chattenton     | Regno Unito | 4'16"32 |                                          |
| 9    | Linn Soderholm      | Svezia      | 4'21"40 |                                          |
| 10   | Georgia Hansen      | Australia   | 4'21"89 |                                          |
| 11   | Durga Pramod Deore  | India       | 4'29"91 |                                          |
|      | Rachel Pocratsky    | Stati Uniti | DNS     |                                          |